# Tso Kar
El Tso Kar o Tsho kar, conocido por su tamaño y profundidad, es un lago salado fluctuante situado en la meseta de Rupshu y el valle en la parte meridional de Ladakh en el estado más al norte de indio de Jammu y Cachemira. Se encuentra 160 km al sur de Leh; la autopista de Leh-Manali pasa 30 kilómetros al oeste de él. El lago está a 540 km al este de Srinagar, la capital del estado.

## Geografía y clima

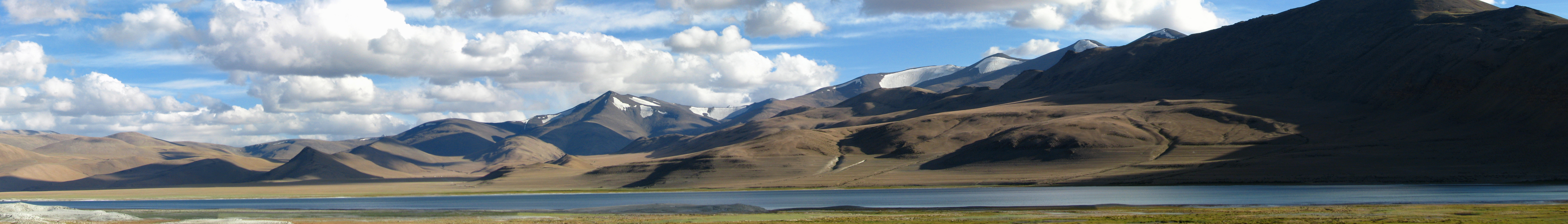
Vista panorámica del lago Tsokar.

El Tso Kar está conectado por un arroyo de entrada en su extremo suroeste a un pequeño lago, Startsapuk Tso, y juntos forman la piscina de More, de 9 km², que es dominada por los picos de dos montañas, el Thugje (6050 m) y el Gursan (6370 m). De la geología de las llanuras More, se puede concluir que el Tso Kar, en tiempos históricos, se extendió hasta este alto valle. Hasta hace unos años el lago era una importante fuente de sal, que los nómadas changpa utilizaban para exportar al Tíbet. El poblado nómada de Thugje se encuentra a 3 km al norte. Hay un campamento de tiendas de campaña en la orilla oeste del lago que proporciona alojamiento para los turistas.

Debido a la alta altitud, el clima es extremo en el invierno; las temperaturas inferiores a -40 °C no son infrecuentes. En verano la temperatura sube por encima de 30 °C, con fluctuaciones extremas durante el día. La precipitación en forma de lluvia o nieve es extremadamente rara.

## Flora y fauna
Las entradas del Tso Kar son una fuente de agua no salina. Se forman en el manantial charales y vegetación en la primavera, muriendo en invierno. En las orillas del Startsapuk Tso y de los tributarios del Tso Kar hay una gran cantidad de ciperáceas y un gran número de ranúnculos, mientras que algunas partes de la cuenca alta están marcadas por vegetación esteparia intercalada con tragacanto y Polygala dalmaisiana. La orilla de Tso Kar está parcialmente cubierta con una corteza de sal, que mantiene la vegetación lejos de las entradas.
Debido a la salinidad del Tso Kar, la mayor parte de la fauna residente se encuentra en sus afluentes y en el Startsapuk Tso. Hay grandes colonias de cría de somormujos y gaviotas de cabeza morena, y algunos ánsares indios, gansos y charranes. En las cercanías del lago, las grullas cuellinegras y la ganga tibetana son relativamente comunes. La cuenca del Tso Kar y las llanuras adyacentes constituyen uno de los hábitats más importantes del kiang, las gacelas del Tíbet, los lobos tibetanos y los zorros. Hay marmotas de las estepas en los tramos más altos. Los yaks y los caballos son guardados por los nómadas.
Actualmente la cuenca del lago no tiene protección especial, pero hay planes para incluirla dentro de un parque nacional que puede establecerse en las tierras altas del sudeste de Ladakh.